# Wim Haver
Wilhelmus Antonius Theodorus (Wim) Haver (Amsterdam, 4 juli 1870 – Groningen, 22 januari 1937) was een Nederlands houtsnijder en beeldhouwer.

## Leven en werk
Wim of Willem Haver was een zoon van de timmerman Wilhelmus Johannes Haver en Maria Antonia Wilhelmina Meijer. Mogelijk leerde hij de eerste beginselen van het houtsnijden van zijn vader. Volgens Scheen werd hij opgeleid aan de Rijksakademie van beeldende kunsten in Amsterdam. In 1893 verhuisde hij naar de stad Groningen. Twee jaar later trouwde hij met Geertje Meierdres (1870-1948). Uit dit huwelijk werd onder anderen de schilder Louis Haver (1906-1969) geboren. Haver was houtsnijder/ornamentbeeldhouwer bij de meubelfabriek van J.A. Huizinga in Groningen. Hij werkte daar samen met A.W. Kort. Haver vestigde zich later als zelfstandige.
Hij maakte als beeldhouwer vooral ornamenten, onder andere bij de restauratie van het Oost-Indisch Huis in Amsterdam, en kleine figuren, waaronder heiligen- en kruisbeelden. Zijn laatste werk was een 1,85 m hoge houten beeld van Gerardus Majella voor de Heilig Hartkerk in Groningen. Haver overleed in 1937, op 66-jarige leeftijd. In 1997 werd de stichting W.A.T. Haver opgericht, die zijn werk inventariseert en documenteert.

## Werken (selectie)
- sluitsteen met ramskop (1916), Astraat, Groningen
- twee reliëfs (1925} aan de Kleine Butjesstraat, Groningen
- gevelreliëfs Behoudenis der kranken (1925) voor het Rooms Katholiek Ziekenhuis, Groningen
- notenhouten pelikanen (1925-1926) voor het Mariapension in Groningen
- beeld van Gerardus Majella (1936) voor de Heilig Hartkerk aan de Moesstraat, Groningen[7]
- beeld van Theresia voor de Maria ten Hemelopnemingkerk in Bedum, naar een ontwerp van F.H. Bach

- Biografisch Portaal: 45632686
- Nederlandse Thesaurus van Auteursnamen: 299154580
- RKD-Nederlands Instituut voor Kunstgeschiedenis: 87622
- Virtual International Authority File: 283690988